# 小河口站
小河口站是位于云南省弥勒县小河口村的一个铁路车站，邮政编码652314。车站建于1910年，有昆河铁路经过该站，现不办理正式客运只办理货运业务此站于1998年废弃。车站及其上下行区间均未电气化。车站距离昆明北站162公里，隶属昆明铁路局，是四等站。